# American Horse
American Horse (în lakota: Wašíčuŋ Tȟašúŋke; cunoscut și sub denumirea de American Horse the Younger; n. 1840, Black Hills⁠(d), Dakota de Sud, SUA – d. 16 decembrie 1908, Pine Ridge⁠(d), Shannon County, Dakota de Sud, SUA) a fost o căpetenie, diplomat, educator și istoric Oglala Lakota. Acesta reprezintă o personalitate istorică importantă, fiind cercetaș indian în cadrul armatei americane și militând atât pentru dezvoltarea unei relații de prietenie cu coloniștii albi, cât și pentru dreptul la educație al poporul său. American Horse nu l-a susținut pe Crazy Horse în timpul Marelui Război Sioux din 1876-1877 și s-a împotrivit Mișcării Ghost Dance⁠(d) din 1980. Delegat în Washington, American Horse a fost unul dintre primii indieni prezenți în spectacolele western organizate de Buffalo Bill și a sprijinit școala industrială pentru indieni Carlisle⁠(d).

## Biografie
American Horse a fost cunoscut la început sub numele Manishnee și sub porecla Păianjenul. Când s-a născut, bunicul său a cerut să fie lăsat afara în soare: „Lasă-l să-i ceară străbunicului său, Soarele, sângele fierbinte al unui războinic”. Sitting-Bear, tatăl său și căpetenia tribului True Oglala, și-a pierdut viața în luptă, când American Horse era încă copil, și acesta a ajuns în grija unui unchi. A luat parte în tinerețe la raiduri împotriva triburilor Crow și Shoshone.
Și-a demonstrat iscusința și viclenia încă din copilărie. Când avea aproximativ 10 ani, acesta a fost atacat de trei războinici Crow, în timp ce mâna o turmă de ponei la adăpătoare. Deși inamicii săi erau la distanță mică de el și părea că nu are șanse să scape, acesta a zbierat la animale, care au început să galopeze, și s-a aruncat de pe cal într-un sălciniș, unde s-a ascuns. O parte din turmă a fost observată din tabără, iar indienii Crow au fost alungați de un alt grup de războinici, însă au reușit să fure poneii. Mama sa a crezut că a fost ucis sau capturat, dar acesta a apărut nevătămat în tabără.
La începutul anilor 1870, American Horse s-a mutat la Agenția Red Cloud⁠(d). S-a aliat cu semenii din tribul Wagluhe⁠(d) la Fortul Robinson⁠(d) și a devenit ginerele căpeteniei Red Cloud. Mai târziu, s-a înrolat ca cercetaș indian în armata americană⁠(d), iar cu ajutorul său, armata a păstrat controlul asupra tinerilor războinici și a recrutat noi cercetași din rândul lor.